# Pornography
Pornography is het vierde studioalbum van de Engelse newwavegroep The Cure. Het verscheen in 1982 op het platenlabel Fiction Records.

## Belang
Hoewel de plaat in eerste instantie bekritiseerd werd in de pers, wordt ze nu beschouwd als een van de hoogtepunten, zo niet het beste in de The Cure-catalogus. De plaat betekende ook een echt keerpunt in de geschiedenis van de groep. Ze werd gemaakt onder invloed van massa's drank en drugs, wat leidde tot mentale stress bij de groepsleden. Daarbij kwam dat de leider van de groep, Robert Smith, moeite had met het loskomen van de donkere sfeer van de meeste liedjes van de groep. De plaat begint veelbetekenend met de zin 'It doesn't matter if we all die', om te eindigen met 'I will fight this sickness, find the cure', wat goed het proces dat de band doormaakte tijdens het maken van het album uitdrukt. Het was duidelijk dat er maar twee opties waren na Pornography: ofwel stoppen ofwel op een iets luchtiger manier met muziek omgaan. Het is de tweede keuze geworden, wat onmiddellijk bleek op de opvolger Japanese Whispers.
Het album is samen met Disintegration het enige Cure-album dat geregeld opduikt in de Album 100 van Studio Brussel. In 2007 bereikte het de 72e plaats.
De groep heeft in 2002 het volledige album live gebracht samen met de thematisch verwante albums Disintegration en Bloodflowers tijdens de Trilogy-concerten.

## 2005 Deluxe editie
Het album werd in 2005 heruitgebracht met een bonus-cd met demo- en liveversies van bestaande liedjes van de groep, aangevuld met een aantal demo's van niet eerder uitgebracht materiaal.

## Nummers
Alle nummers werden geschreven door Gallup, Smith en Tolhurst.
Kant A:
1. "One Hundred Years" – 6:40
2. "A Short Term Effect" – 4:22
3. "The Hanging Garden" – 4:33
4. "Siamese Twins" – 5:29

Kant B:
1. "The Figurehead" – 6:15
2. "A Strange Day" – 5:04
3. "Cold" – 4:26
4. "Pornography" – 6:27

## Samenstelling
- Robert Smith - gitaar, zang, toetsenbord, producent
- Laurence Tolhurst - drums
- Simon Gallup - basgitaar, toetsenbord

### Overig personeel
- Phil Thornally - producent, technicus
- Mike Nocito - technicus
- Ben Kelly - hoesontwerp
- Michael Kostiff - fotografie

## Singles
The Hanging Garden en One Hundred Years werden op 27 april 1982 uitgebracht als een EP in beperkte oplage, samen met een live-opname van A Forest en Killing an Arab.